# Шкільний театр у XVIII столітті на Лівобережній Україні
Українська драма не знала тих всіх етапів розвитку через які пройшла драма антична та західноєвропейська. Автори які писали твори у стінах навчальних закладів просто беручи і переробляючи апробовані вже в європейських літературах жанри для шкільноїсцени: драму, комедію, трагікомедію.

## Витоки шкільного мистецтва
Шкільне театральне мистецтво в Україні бере свої початки ще з XVII ст.
Києво-Могилянська академія вважається першою в Україні, де почало розвиватися шкільне театральне мистецтво. Тут обов'язковими булитеатральні вистави в класах риторики, так само як і в класах філософії та богослов'я.
Найдавніші відомості про українську шкільну драму дуже малі й у переробленому вигляді, адже в ній вже змішані елементи містерії та Мораліте
З початком XVIII ст. у драматичній творчості спостерігається значний переломний період. З'являється все більше п'єс за змістом яких проявляються драматизовані уривки святого письма, історичні події не з Біблії а з старо-римської, перської та навіть з давньої української історії. Дуже часто з'являються твори у вигляді Міракль з життя святих. Мова написання була словяно — українська, порівняно з XVII ст., де мова була книжно –українська.

## Творчість

### Феофан Прокопович (1680—1741)
Він ввів до вжитку театрального мистецтва невідомий ще до цього вид п'єси як Трагікомедія. Будучи професором Київської Академії він сам у 1705 р. написав видатну п'єсу «Владимир [Архівовано 23 січня 2021 у Wayback Machine.]» присвячену І. Мазепі. Прокопович вчив, що в п'єсі повинно бути не більше не менше п'яти актів. Такий вид драми було привезено Прокоповичем із Риму.
Так по піїтиці Прокоповича була укладена ще одна відома трагікомедія невідомого автора як «Милость Божія, Україну от неудоб носимих обид лядських через Богдана Зиновія Хмельнцького, преславнаго войск запорожских гетьмана свободившая». Вся трагікомедія пройнята патріотизмом та написана дуже близькою українською мовою до народної та є найвидатнішим явищем XVIII ст..
```
Загалом в драматичній творчості XVIII ст. в шкільних п’єсах та трагікомедії вирішальну роль відігравали політичні обставини. Імовірно, що після полтавської поразки під час репресій від московського уряду драматична творчість призупинила своє процвітання. Продовження розквіту почалося при сходженні на престол Петра ІІ, але через дванадцять років шкільний театр та драма почали згасати. Тому після 1749 р. про шкільні драми вже й не чути. На початок XVIII ст. також припадає велика кількість зразків давньої української інтермедії, яка також була явищем шкільного театру й виконувалася між актами шкільної драми з метою щоб розважити глядача після важкої драми.
```

### М. Довгалевський
Зі зразків інтермедії найкращими є п'ять українських інтермедій до драм М. Довгалевського «Комичиское дѣйствіе» і «Властотворній образ Чеовѣколюбія Божія» та до драми Г. Конинського «Воскресеніе мертвых».

## Поділ шкільної драми
Існував у театральній діяльності поділ вистав на верхній світ та нижній світ. Щодо вистави;верхнього світу, то сюди входить трагедійно –драматичний серйозний шар дійсності (вистави писали і виконували професіонали, твори були присвячені проблемам суспільства тощо), а нижній світ навпаки, адже він сприймається суспільством як розвага. Такий поділ був присутній і в шкільній драматургії. На ряду із серйозними трагедіями та драмами, які писали викладачі Києво — Могилянської академії, присвячені святам, визначним подіям, також писалися і твори для нижнього світу, популярність якого, цієї доби, пов'язана з сміховою фольклорною культурою та з використанням народної мови.
Шкільні драми в поділялися на декламації та діалоги, шкільну драму — різдвяну, великодню, міраклі, мораліте, історичну драму. До цього ж поділу і додається до сценічна драма, яка передувала постановці на сцені справжніх вистав. Так до взірцевих творів цього жанру відноситься декламація «Брань честних седми добродѣтелей з седми грѣхами смертньіми, в человѣцѣ путнику так всегда, яко наипаче в дни святия великия четиридесятницы, резидуючая. Почину седмиц єя имагинацѣєю пиітіческою и рифмом описанная 1737 года апреля 9 дня» написана Йоасафом Горленком (Бєлгордським) який був викладачем Києво — Могилянської академії. Сам текст був збережений завдяки одному зі студентів, котрий міг бути б і одним з декламаторів «Брані…».